# Francia en los Juegos Paralímpicos de Innsbruck 1988
Francia estuvo representada en los Juegos Paralímpicos de Innsbruck 1988 por un total de 16 deportistas, 15 hombres y una mujer.

## Medallistas
El equipo paralímpico francés obtuvo las siguientes medallas:
| Nombre           | Deporte        | Evento                                |
| ---------------- | -------------- | ------------------------------------- |
| Oro              |                |                                       |
| Tristan Mouric   | Esquí alpino   | Eslalon LW9 masculino                 |
| Tristan Mouric   | Esquí alpino   | Eslalon gigante LW9 masculino         |
| Bernard Baudéan  | Esquí alpino   | Descenso LW3 masculino                |
| Pierre Delaval   | Esquí de fondo | 5 km distancia corta LW5/7 masculino  |
| Jean-Yves Arvier | Esquí de fondo | 20 km distancia larga LW6/8 masculino |
| Plata            |                |                                       |
| Stéphane Saas    | Esquí alpino   | Descenso B2 masculino                 |
| Stéphane Saas    | Esquí alpino   | Eslalon gigante B2 masculino          |
| Tristan Mouric   | Esquí alpino   | Descenso LW9 masculino                |
| Bernard Baudéan  | Esquí alpino   | Eslalon gigante LW3 masculino         |
| Pierre Delaval   | Esquí de fondo | 15 km distancia larga LW5/7 masculino |
| Bronce           |                |                                       |
| Virginie Lopez   | Esquí alpino   | Eslalon LW2 femenino                  |
| Virginie Lopez   | Esquí alpino   | Eslalon gigante LW2 femenino          |
| Jean-Yves Arvier | Esquí de fondo | 10 km distancia corta LW6/8 masculino |